# Totally Krossed Out
Totally Krossed Out è il primo album in studio del gruppo hip hop statunitense Kris Kross, pubblicato nel 1992.

## Tracce
1. Intro Interview – 0:51
2. Jump – 3:17
3. Lil' Boys in da Hood – 3:05
4. Warm It Up – 4:09
5. The Way of Rhyme – 2:59
6. Party – 4:03
7. We're in da House – 0:39
8. A Real Bad Dream – 1:58
9. It's a Shame – 3:48
10. Can't Stop the Bum Rush – 2:57
11. You Can't Get with This – 2:24
12. I Missed the Bus – 2:59
13. Outro – 0:43
14. Party (Krossed Mix) – 4:11
15. Jump (Extended Mix) – 5:10

## Classifiche
| Classifica (1992) | Posizione raggiunta |
| ----------------- | ------------------- |
| Stati Uniti       | 1                   |